# Fusió freda
|  | No s'ha de confondre amb Soldadura en fred. |

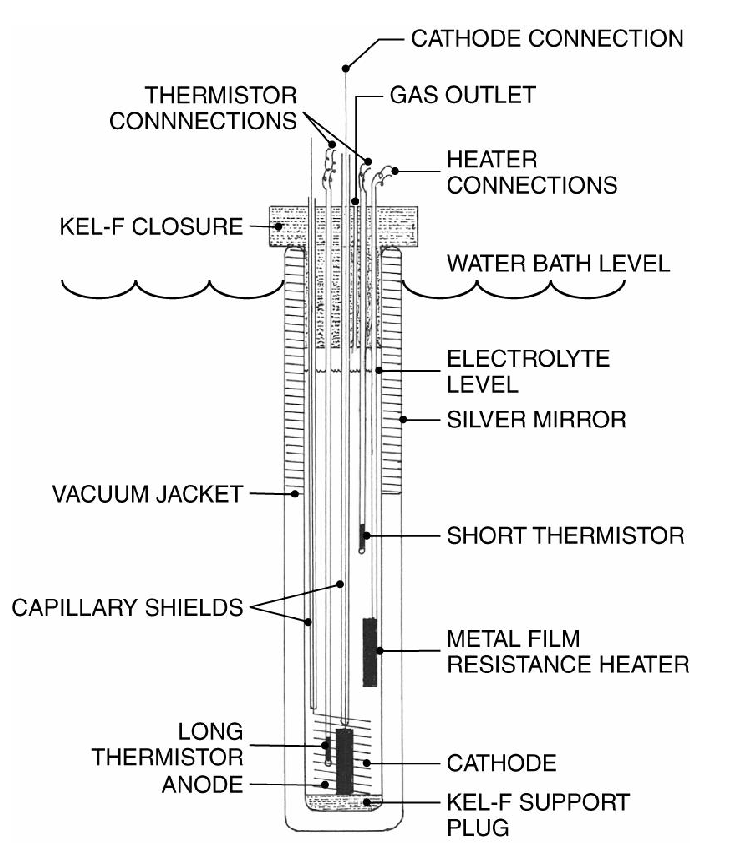
Diagrama d'un calorímetre del tipus obert utilitzat en el Nou Institut d'Energia de l'Hidrogen al Japó.

La fusió freda és qualsevol reacció de fusió nuclear produïda a temperatures i pressions pròximes a les normals, molt inferiors a les necessàries per a la producció de reaccions termonuclears (milions de graus Celsius), utilitzant equipament de menor cost i consum elèctric per generar-la.
De manera comú el nom s'associa a experiments de finals de la dècada de 1980 en cèl·lules electrolítiques en les quals se suggeria que es podia produir la fusió de deuteri en àtoms d'heli produint grans quantitats d'energia. Aquests experiments van ser publicats a la revista científica «Nature», però la fusió freda com a tal va ser descartada al poc temps per altres equips, constituint l'article de Nature un dels fraus més escandalosos de la ciència en els temps moderns. Actualment, no s'ha provat que la fusió freda sigui un procés físicament possible.
Molts científics van intentar replicar l'experiment amb els pocs detalls disponibles. Les esperances es van esvair amb el gran nombre de rèpliques negatives, la retirada de moltes rèpliques positives informades, el descobriment de defectes i fonts d'error experimental a l'experiment original i, finalment, el descobriment que Fleischmann i Pons no havien detectat realment subproductes de la reacció nuclear. A finals de 1989, la majoria dels científics consideraven mortes les afirmacions de fusió freda, i la fusió freda va guanyar posteriorment una reputació com a ciència patològica. El 1989, el Departament d'Energia dels Estats Units (DOE) va concloure que els resultats reportats de l'excés de calor no presentaven proves convincents d'una font útil d'energia i va decidir no assignar fons específicament per a la fusió freda. Una segona revisió del DOE el 2004, que va analitzar noves investigacions, va arribar a conclusions similars i no va donar lloc al finançament del DOE de la fusió en fred. Actualment, com que els articles sobre la fusió freda rarament es publiquen a les revistes científiques convencionals, no atrauen el nivell d'escrutini que s'espera per a les publicacions científiques.
No obstant això, un cert interès per la fusió freda ha continuat al llarg de les dècades; per exemple, un intent de replicació fallit finançat per Google es va publicar en un número de 2019 del Nature. Una petita comunitat d'investigadors continua investigant, sovint sota les denominacions alternatives «reaccions nuclears de baixa energia» (low-energy nuclear reactions o LENR en anglès) o «ciència nuclear de la matèria condensada» (condensed matter nuclear science o CMNS).

## Història
Normalment s'entén que la fusió nuclear es produeix a temperatures de desenes de milions de graus. Això s'anomena "fusió termonuclear". Des de la dècada de 1920, s'ha especulat que la fusió nuclear podria ser possible a temperatures molt més baixes mitjançant la fusió catalítica de l'hidrogen absorbit en un catalitzador metàl·lic. L'any 1989, una afirmació de Stanley Pons i Martin Fleischmann (aleshores un dels principals electroquímics) que s'havia observat aquesta fusió freda va causar una breu sensació mediàtica abans que la majoria dels científics criticés la seva afirmació com a incorrectes després que molts trobessin que no podien replicar l'excés de calor. Des de l'anunci inicial, la investigació de la fusió freda ha continuat per una petita comunitat d'investigadors que creuen que aquestes reaccions es produeixen i esperen obtenir un reconeixement més ampli de les seves evidències experimentals.

### Primeres investigacions
La capacitat del pal·ladi per absorbir hidrogen va ser reconeguda ja al segle XIX per Thomas Graham. A finals de la dècada de 1920, dos científics d'origen austríac, Friedrich Paneth i Kurt Peters, van informar originalment de la transformació d'hidrogen en heli per catàlisi nuclear quan l'hidrogen era absorbit pel pal·ladi finament dividit a temperatura ambient. Tanmateix, els autors es van retractar més tard d'aquest informe, dient que l'heli que van mesurar es devia al fons de l'aire.
El 1927, el científic suec John Tandberg va anunciar que havia fusionat hidrogen en heli en una cel·la electrolítica amb elèctrodes de pal·ladi. Sobre la base del seu treball, va sol·licitar una patent sueca per "un mètode per produir heli i energia de reacció útil". A causa de la retractació de Paneth i Peters i la seva incapacitat per explicar el procés físic, la seva sol·licitud de patent va ser denegada. Després que el deuteri fos descobert el 1932, Tandberg va continuar els seus experiments amb aigua pesant. Els experiments finals fets per Tandberg amb aigua pesant eren similars a l'experiment original de Fleischmann i Pons. Fleischmann i Pons no eren llavors conscients de l'obra de Tandberg.
El terme "fusió freda" es va utilitzar ja el 1956 en un article al The New York Times sobre el treball de Luis Walter Alvarez sobre la fusió catalitzada per muons. Paul Palmer i després Steven Jones de la Universitat Brigham Young va utilitzar el terme "fusió freda" el 1986 en una investigació de "geofusió", la possible existència de fusió que implicava isòtops d'hidrogen en un nucli planetari. En el seu article original sobre aquest tema amb Clinton Van Siclen, presentat el 1985, Jones havia encunyat el terme "fusió piezonuclear".

### Experiment de Fleischmann-Pons
Les afirmacions més famoses de fusió freda van ser fetes per Stanley Pons i Martin Fleischmann el 1989. Després d'un breu període d'interès per part de la comunitat científica més àmplia, els seus informes van ser posats en dubte pels físics nuclears. Pons i Fleischmann mai es van retractar de les seves afirmacions, però van traslladar el seu programa d'investigació dels EUA a França després d'esclatar la polèmica.

#### Esdeveniments anteriors a l'anunci

Esquema de la cel·la d'electròlisi

Martin Fleischmann de la Universitat de Southampton i Stanley Pons de la Universitat d'Utah van plantejar la hipòtesi que l'elevada relació de compressió i mobilitat del deuteri que es podria aconseguir dins El pal·ladi metàl·lic mitjançant l'electròlisi pot donar lloc a la fusió nuclear. Per investigar, van dur a terme experiments d'electròlisi utilitzant un càtode de pal·ladi i aigua pesant dins d'un calorímetre, un recipient aïllat dissenyat per mesurar la calor del procés. El corrent es va aplicar contínuament durant moltes setmanes, amb l'aigua pesant renovant-se a intervals. Es pensava que una part de deuteri s'acumulava dins del càtode, però la majoria es va permetre sortir de la cèl·lula, unint l'oxigen produït a l'ànode. Durant la major part del temps, la potència d'entrada a la cèl·lula era igual a la potència calculada deixant la cèl·lula dins de la precisió de mesura, i la temperatura de la cel·la era estable al voltant dels 30 °C. Però aleshores, en algun moment (en alguns dels experiments), la temperatura va augmentar sobtadament fins a uns 50 °C sense canvis en la potència d'entrada. Aquestes fases d'alta temperatura durarien dos dies o més i es repetirien diverses vegades en qualsevol experiment donat un cop s'haguessin produït. La potència calculada que sortia de la cèl·lula era significativament superior a la potència d'entrada durant aquestes fases d'alta temperatura. Finalment, les fases d'alta temperatura ja no es produirien dins d'una cèl·lula concreta.
El 1988, Fleischmann i Pons van sol·licitar finançament al Departament d'Energia dels Estats Units per a una sèrie més gran d'experiments. Fins a aquest moment havien estat finançant els seus experiments amb un petit dispositiu construït amb despeses de butxaca de 100.000 dòlars. La proposta de subvenció es va lliurar a la revisió per parells, i un dels revisors va ser Steven Jones de la Universitat Brigham Young. Jones havia treballat durant algun temps en la fusió catalitzada per muons, un mètode conegut per induir la fusió nuclear sense altes temperatures, i havia escrit un article sobre el tema titulat "Fusió nuclear freda" que s'havia publicat a Scientific American el juliol de 1987. Fleischmann i Pons i els seus companys de feina es van reunir amb Jones i els seus companys en ocasions a Utah per compartir investigacions i tècniques. Durant aquest temps, Fleischmann i Pons van descriure els seus experiments com la generació d'un "excés d'energia" considerable, en el sentit que no es podia explicar només per les reaccions químiquess. Consideraven que aquest descobriment podria tenir un valor comercial important i tindria dret a la protecció de la patent. Jones, però, estava mesurant el flux de neutrons, que no tenia interès comercial.
 Per evitar problemes futurs, els equips semblaven estar d'acord a publicar els seus resultats simultàniament, tot i que els seus comptes de la reunió del 6 de març són diferents.

#### Anunci
A mitjans de març de 1989, ambdós equips d'investigació estaven disposats a publicar les seves conclusions, i Fleischmann i Jones havien acordat reunir-se en un aeroport el 24 de març per enviar els seus articles a Nature mitjançant FedEx. Fleischmann i Pons, però, pressionats per la Universitat d'Utah, que volia establir prioritat en el descobriment, van trencar el seu aparent acord i van revelar el seu treball en una roda de premsa el 23 de març (van afirmar a la nota de premsa que es publicaria a Nature però en canvi van presentar el seu document a la Journal of Electroanalytical Chemistry). Jones, molest, va enviar per fax el seu article a Nature després de la roda de premsa.
L'anunci de Fleischmann i Pons va cridar l'atenció dels mitjans de comunicació. Però el descobriment del 1986 de la superconductivitat a alta temperatura havia fet que la comunitat científica fos més oberta a revelacions de resultats científics inesperats que podrien tenir grans repercussions econòmiques i que es podrien replicar de manera fiable encara que no haguessin estat predits per les teories establertes. A molts científics també se'ls va recordar l'efecte Mössbauer, un procés que implica transicions nuclears en un sòlid. El seu descobriment 30 anys abans també havia estat inesperat, tot i que es va replicar i explicar ràpidament dins el marc de la física existent.
L'anunci d'una nova suposada font d'energia neta va arribar en un moment crucial: força persones encara recordaven de la crisi del petroli de 1973 i els problemes causats per la dependència del petroli, l'escalfament global antròpic començava a ser notori, el moviment antinuclear va etiquetar les centrals nuclears com a perilloses i fent-les tancar, la gent tenia en ment les conseqüències de la mineria en franges, la pluja àcida, l'efecte hivernacle i el vessament de petroli de l'Exxon Valdez, que va passar l'endemà de l'anunci. En la roda de premsa, Chase N. Peterson, Fleischmann i Pons, recolzats per la solidesa de les seves credencials científiques, van assegurar repetidament als periodistes que la fusió en fred solucionaria els problemes ambientals i proporcionaria una font il·limitada i inesgotable d'energia neta utilitzant només aigua de mar com a combustible. Van dir que els resultats s'havien confirmat desenes de vegades i que no en tenien cap dubte. En el comunicat de premsa adjunt, es va citar Fleischmann dient: "El que hem fet és obrir la porta d'una nova àrea d'investigació, els nostres indicis són que el descobriment serà relativament fàcil de convertir en una tecnologia utilitzable per generar calor i energia, però va continuar. Cal treballar, en primer lloc, per entendre millor la ciència i, en segon lloc, per determinar el seu valor per a l'economia energètica."

#### Resposta i caigudes
Tot i que el protocol experimental no s'havia publicat, els físics de diversos països van intentar, i no van aconseguir, replicar el fenomen de l'excés de calor. El primer treball enviat a Nature que reproduïa l'excés de calor, tot i que va superar la revisió per parells, va ser rebutjat perquè la majoria d'experiments semblants eren negatius i no hi havia teories que poguessin explicar un resultat positiu; aquest article va ser acceptat posteriorment per a la seva publicació per la revista Fusion Technology. Nathan Lewis, professor de química a l'Institut Tecnològic de Califòrnia, va dirigir un dels esforços de validació més ambiciosos, provant moltes variacions de l'experiment sense èxit, mentre que el físic del CERN Douglas R. O. Morrison va dir que "essencialment tots" els intents a Europa occidental havien fracassat. Fins i tot els que van informar d'èxit van tenir dificultats per reproduir els resultats de Fleischmann i Pons. El 10 d'abril de 1989, un grup de la Universitat de Texas A&M va publicar els resultats de l'excés de calor i més tard aquell dia un grup de l'Institut de Tecnologia de Geòrgia va anunciar la producció de neutrons, la replicació més forta anunciada fins aquell moment a causa de la detecció de neutrons i la reputació del laboratori. El 12 d'abril Pons va ser aclamat en una reunió de l'ACS. Però Georgia Tech es va retractar del seu anunci el 13 d'abril, explicant que els seus detectors de neutrons donaven falsos positius quan s'exposaven a la calor. Un altre intent de replicació independent, encapçalat per Robert Huggins a la Universitat Stanford, que també va tenir èxit inicial amb un control lleuger d'aigua, es va convertir en l'únic suport científic per a la fusió freda a les audiències del Congrés dels EUA del 26 d'abril. Però quan finalment va presentar els seus resultats va informar d'un excés de calor de només un grau Celsius, un resultat que es podria explicar per diferències químiques entre aigua pesant i lleugera en presència de liti. No havia intentat mesurar cap radiació i la seva investigació va ser ridiculitzada pels científics que la van veure més tard. Durant les sis setmanes següents, les reclamacions, les reconvencions i les explicacions suggerides van mantenir el que es va anomenar "fusió freda" o "confusió de fusió" a les notícies.
L'abril de 1989, Fleischmann i Pons van publicar una "nota preliminar" al Journal of Electroanalytical Chemistry. Aquest article mostrava notablement un pic gamma sense el seu bord Compton corresponent, la qual cosa indicava que havien comès un error en reclamar proves de subproductes de fusió.Fleischmann i Pons van respondre a aquesta crítica: però l'únic que queda clar és que no s'havia registrat cap raig gamma i que Fleischmann es va negar a reconèixer cap error en les dades. Un article molt més llarg publicat un any més tard va entrar en detalls de la calorimetria, però no va incloure cap mesura nuclear.
No obstant això, Fleischmann i Pons i una sèrie d'altres investigadors que van trobar resultats positius es van mantenir convençuts de les seves troballes. La Universitat d'Utah va demanar al Congrés que aportés 25 milions de dòlars per dur a terme la investigació, i Pons tenia previst reunir-se amb representants del president Bush a principis de maig.
El 30 d'abril de 1989, The New York Times va declarar morta la fusió freda. El Times el va anomenar circ el mateix dia, i el Boston Herald va atacar la fusió freda l'endemà.
L'1 de maig de 1989, l'American Physical Society va celebrar una sessió sobre la fusió freda a Baltimore, incloent molts informes d'experiments que no van produir proves de fusió freda. Al final de la sessió, vuit dels nou ponents principals van declarar que consideraven morta la reivindicació inicial de Fleischmann i Pons, i el novè, Johann Rafelski, es va abstenir. Steven E. Koonin de Caltech va qualificar l'informe d'Utah com a resultat de "la incompetència i l'engany de Pons i Fleischmann", que va ser rebut amb una gran ovació. Douglas R. O. Morrison, un físic que representava el CERN, va ser el primer a anomenar l'episodi un exemple de ciència patològica.
El 4 de maig, per totes aquestes noves crítiques, es van cancel·lar les reunions amb diferents representants de Washington.
A partir del 8 de maig, només els resultats de triti d'A&M van mantenir a flot la fusió freda.
Al juliol i novembre de 1989, Nature va publicar articles crítics amb les afirmacions de la fusió freda. Els resultats negatius també es van publicar en diverses altres revistes científiques incloent Science, Physical Review Letters, i Physical Review C (física nuclear).
L'agost de 1989, malgrat aquesta tendència, l'estat d'Utah va invertir 4,5 milions de dòlars per crear el National Cold Fusion Institute.
El Departament d'Energia dels Estats Units va organitzar un grup especial per revisar la teoria i la investigació de la fusió freda. El panell va emetre el seu informe el novembre de 1989, i va concloure que els resultats a partir d'aquesta data no presentaven proves convincents que les fonts d'energia útils resultessin dels fenòmens atribuïts a la fusió freda. El panell va assenyalar el gran nombre de fallades per replicar l'excés de calor i la major inconsistència dels informes de subproductes de la reacció nuclear que s'esperaven per la conjectura establerta. La fusió nuclear del tipus postulat seria incompatible amb la comprensió actual i, si es verifica, requeriria que la conjectura establerta, potser fins i tot la pròpia teoria, s'estengués d'una manera inesperada. El grup estava en contra del finançament especial per a la investigació de la fusió freda, però va donar suport a un finançament modest d'"experiments centrats dins del sistema de finançament general". Els partidaris de la fusió freda van continuar argumentant que l'evidència de l'excés de calor era forta, i el setembre de 1990, l'Institut Nacional de Fusió en Freda va enumerar 92 grups d'investigadors de 10 països que havien informat que havien corroborat proves d'excés de calor, però es van negar a proporcionar cap prova del seu excés de calor. propis argumentant que podria posar en perill les seves patents. No obstant això, la recomanació del panell no va sorgir cap més finançament del DOE ni de la NSF. En aquest punt, però, el consens acadèmic s'havia mogut decididament cap a etiquetar la fusió freda com una mena de "ciència patològica".
El març de 1990, Michael H. Salamon, un físic de la Universitat d'Utah, i nou coautors van informar resultats negatius. Aleshores, el professorat de la universitat es va quedar "sorprès" quan un advocat que representava a Pons i Fleischmann va exigir que es retractés el diari Salamon sota l'amenaça d'una demanda. L'advocat després es va disculpar; Fleischmann va defensar l'amenaça com una reacció legítima a un suposat biaix mostrat pels crítics de la fusió freda.
A principis de maig de 1990, un dels dos investigadors d'A&M, Kevin Wolf, va reconèixer la possibilitat d'encreuar-se, però va dir que l'explicació més probable era la contaminació amb triti en els elèctrodes de pal·ladi o simplement la contaminació a causa d'un treball descuidat. El juny de 1990, un article al Science de l'escriptor científic Gary Taubes va destruir la credibilitat pública dels resultats del triti d'A&M quan va acusar el seu líder del grup de John Bockris i un dels seus estudiants graduats d'augmentar la cèl·lules amb triti. L'octubre de 1990 Wolf finalment va dir que els resultats s'explicaven per la contaminació de triti a les varetes. Un panell de revisió de la fusió en fred d'A&M va trobar que l'evidència del triti no era convincent i que, tot i que no podien descartar els pics, els problemes de contaminació i mesuraments eren explicacions més probables. i Bockris mai va rebre el suport de la seva facultat per reprendre la seva recerca.
El 30 de juny de 1991, el National Cold Fusion Institute va tancar després que es va quedar sense fons; no va trobar cap excés de calor, i els seus informes de producció de triti van ser rebuts amb indiferència.
L'1 de gener de 1991, Pons va deixar la Universitat d'Utah i va marxar a Europa. El 1992, Pons i Fleischmann van reprendre la investigació amb el laboratori IMRA de la Toyota Motor Corporation a França. Fleischmann va marxar a Anglaterra el 1995, i el contracte amb Pons no es va renovar el 1998 després de gastar 40 milions de dòlars sense resultats tangibles. El laboratori de l'IMRA va aturar la investigació de la fusió en fred el 1998 després de gastar 12 milions de lliures. Pons no va fer declaracions públiques des d'aleshores, i només Fleischmann va continuar donant xerrades i publicant comunicacions.
Principalment a la dècada de 1990, es van publicar diversos llibres que eren crítics amb els mètodes d'investigació de la fusió freda i la conducta dels investigadors de la fusió freda. Al llarg dels anys han aparegut diversos llibres que els defensaven. Al voltant de 1998, la Universitat d'Utah ja havia abandonat la seva investigació després de gastar més d'1 milió de dòlars, i l'estiu de 1997, el Japó va tallar la investigació i va tancar el seu propi laboratori després de gastar 20 milions de dòlars.

## Posteriors investigacions
Una revisió de 1991 d'un defensor de la fusió freda havia calculat que "uns 600 científics" encara estaven fent investigacions. A partir de 1991, la investigació sobre la fusió freda només va continuar en una relativa foscor, impulsada per grups que tenien dificultats creixents per aconseguir finançament públic i mantenir els programes oberts. Aquests petits però compromesos grups d'investigadors de fusió freda han continuat fent experiments utilitzant configuracions d'electròlisi de Fleischmann i Pons malgrat el rebuig de la comunitat principal. The Boston Globe va estimar el 2004 que només hi havia entre 100 i 200 investigadors treballant en el camp, la majoria patint danys a la seva reputació i carrera. Des que la principal polèmica sobre Pons i Fleischmann havia acabat, la investigació sobre la fusió freda ha estat finançada per fons d'inversió científica privats i petits governamentals als Estats Units, Itàlia, Japó i l'Índia. Per exemple, es va informar a Nature, al maig de 2019, que Google havia gastat aproximadament 10 milions de dòlars en investigació de la fusió freda. Un grup de científics de laboratoris de recerca coneguts (per exemple, MIT, Laboratori Nacional Lawrence de Berkeley i altres) van treballar durant diversos anys per establir protocols experimentals i tècniques de mesura en un esforç per reavaluar la fusió en fred amb un alt nivell de rigor científic. La seva conclusió informada: no hi ha fusió en fred.
El 2021, després de la publicació del 2019 de Nature de troballes anòmales que només podrien explicar-se per alguna fusió localitzada, els científics del Naval Surface Warfare Center, Indian Head Division van anunciar que havien va reunir un grup de científics de la Marina, l'Exèrcit i l'Institut Nacional d'Estàndards i Tecnologia per dur a terme un nou estudi coordinat. Amb poques excepcions, els investigadors han tingut dificultats per publicar a les revistes principals. La resta d'investigadors sovint anomenen el seu camp reaccions nuclears de baixa energia (LENR), reaccions nuclears assistides químicament (CANR), reaccions nuclears assistides en gelosia (LANR), ciència nuclear de la matèria condensada (CMNS) o reaccions nuclears activades en gelosia; una de les raons és evitar les connotacions negatives associades a la "fusió freda". Els nous noms eviten tenir implicacions atrevides, com donar a entendre que realment s'està produint una fusió.
Els investigadors que continuen les seves investigacions reconeixen que els defectes de l'anunci original són la principal causa de la marginació del subjecte i es queixen d'una manca de finançament crònica i no hi ha possibilitats de publicar el seu treball a les revistes més rellevants. Els investigadors universitaris sovint no estan disposats a investigar la fusió freda perquè els seus col·legues els ridiculitzaran i la seva carrera professional estaria en risc. El 1994, David Goodstein, professor de física a Caltech, va defensar una atenció més gran dels investigadors principals i va descriure la fusió freda com:
| « | Un camp paria, expulsat per l'establishment científic. Entre la fusió freda i la ciència respectable pràcticament no hi ha comunicació. Els articles de fusió freda gairebé mai es publiquen a revistes científiques amb arbitratge, amb el resultat que aquests treballs no reben l'escrutini crític normal que requereix la ciència. D'altra banda, com que els Cold-Fusioners es veuen com una comunitat assetjada, hi ha poques crítiques internes. Els experiments i les teories acostumen a ser acceptades a peu, per por de proporcionar encara més combustible als crítics externs, si algú fora del grup es molestava a escoltar. En aquestes circumstàncies, els crackpots floreixen, empitjorant les coses per a aquells que creuen que aquí hi ha ciència seriosa. | » |

### Estats Units

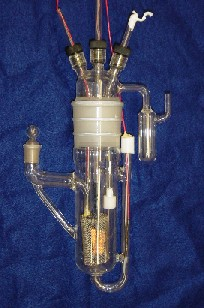
Aparell de fusió en fred al Space and Naval Warfare Systems Center San Diego (2005)

Els investigadors de la Marina dels Estats Units al Space and Naval Warfare Systems Center (SPAWAR) a San Diego han estat estudiant la fusió freda des de 1989. El 2002 van publicar un informe en dos volums, "Thermal and nuclear aspects of the Pd/D2O system", amb una petició de finançament. Aquest i altres articles publicats van provocar una revisió el 2004 del Departament d'Energia (DOE).

#### Panell DOE de 2004
L'agost de 2003, els Secretari d'Energia dels Estats Units, Spencer Abraham, va ordenar al DOE que organitzés una segona revisió del camp. Això va ser gràcies a una carta d'abril de 2003 enviada pel Peter L. Hagelstein del MIT,:3 i la publicació de molts articles nous, inclòs l'ENEA italiana i altres investigadors a la Conferència Internacional de Fusió Freda de 2003, i un llibre de dos volums de SPAWAR dels EUA el 2002. Es va demanar als investigadors de la fusió freda que presentessin un document de revisió de totes les proves des de la revisió de 1989. L'informe es va publicar l'any 2004. Els revisors es van "dividir aproximadament per igual" sobre si els experiments havien produït energia en forma de calor, però "la majoria dels revisors, fins i tot els que van acceptar l'evidència de l'excés de producció d'energia," van afirmar que els efectes són no es pot repetir, la magnitud de l'efecte no ha augmentat en més d'una dècada de treball i que molts dels experiments reportats no estaven ben documentats". En resum, els revisors van trobar que l'evidència de la fusió en fred encara no era convincent 15 anys després i no van recomanar un programa d'investigació federal. Només van recomanar que les agències considerin finançar estudis individuals ben pensats en àrees específiques on la investigació "podria ser útil per resoldre algunes de les controvèrsies en el camp". Van resumir les seves conclusions així:
| « | Tot i que s'han fet avenços significatius en la sofisticació dels calorímetres des de la revisió d'aquest tema l'any 1989, les conclusions a les quals arriben els revisors avui són similars a les trobades a la revisió de 1989. Els revisors actuals van identificar una sèrie d'àrees d'investigació en ciències bàsiques que podrien ser útils per resoldre algunes de les controvèrsies en el camp, dues de les quals eren: 1) aspectes de la ciència dels materials dels metalls deuterats mitjançant tècniques de caracterització modernes, i 2) l'estudi de partícules. S'ha informat que s'emet a partir de làmines deuterades utilitzant aparells i mètodes d'última generació. Els revisors creien que aquest camp es beneficiaria dels processos de revisió per parells associats amb la presentació de propostes a les agències i l'enviament de documents a revistes d'arxiu. | » |
| — Informe de "the Review of Low Energy Nuclear Reactions", Departament d'Energia dels EUA, desembre de 2004 | |   |

Els investigadors de la fusió freda van col·locar un "gir més rosat" sobre l'informe, assenyalant que finalment se'ls tractava com a científics normals, i que l'informe havia augmentat l'interès en el camp i va provocar "un gran augment de l'interès per finançar la investigació de la fusió freda". No obstant això, en un article de la BBC del 2009 sobre la reunió d'una American Chemical Society sobre la fusió en fred, es va citar el físic de partícules Frank Close que va afirmar que els problemes que afectaven l'anunci original de la fusió en fred encara s'estaven produint: els resultats dels estudis encara no estan sent independents. fenòmens constatats i inexplicables trobats estan sent titllats de "fusió freda" encara que no ho siguin, per tal de cridar l'atenció dels periodistes.
El febrer de 2012, el milionari Sidney Kimmel, convençut que val la pena invertir en la fusió freda per una entrevista del 19 d'abril de 2009 amb el físic Robert Duncan al programa de notícies dels EUA 60 Minutes, va fer una subvenció de 5,5 milions de dòlars a la Universitat de Missouri per establir el Sidney Kimmel Institute for Nuclear Renaissance (SKINR). La beca pretenia donar suport a la investigació sobre les interaccions de l'hidrogen amb el pal·ladi, el níquel o el platí en condicions extremes. El març de 2013 Graham K. Hubler, un físic nuclear que va treballar durant 40 anys al Laboratori d'Investigació Naval, va ser nomenat director. Un dels projectes SKINR és replicar un experiment de 1991 en què un professor associat al projecte, Mark Prelas, diu que es van registrar esclats de milions de neutrons per segon, que es van aturar perquè "el seu compte de recerca s'havia congelat". Afirma que el nou experiment ja ha vist "emissions de neutrons a nivells similars a l'observació de 1991".
El maig de 2016, el Comitè de Serveis Armats de la Cambra dels Estats Units, en el seu informe sobre la Llei d'Autorització de Defensa Nacional de 2017, va ordenar al Secretari de Defensa "proporcionar una sessió informativa sobre la utilitat militar dels recents avenços LENR de la base industrial nord-americana al Comitè de Serveis Armats de la Cambra abans del 22 de setembre de 2016".

### Itàlia
Des de l'anunci de Fleischmann i Pons, l'agència nacional italiana per a noves tecnologies, energia i desenvolupament econòmic sostenible (ENEA) ha finançat la investigació de Franco Scaramuzzi sobre si l'excés de calor es pot mesurar a partir de metalls carregats amb gas deuteri. Aquesta investigació es distribueix entre els departaments de l'ENEA, els laboratoris del CNR, l'INFN, les universitats i els laboratoris industrials d'Itàlia, on el grup continua intentant aconseguir una reproductibilitat fiable (és a dir, aconseguir que el fenomen succeeixi a cada cèl·lula i dins d'un període determinat). El 2006-2007, l'ENEA va iniciar un programa d'investigació que afirmava haver trobat un excés de potència de fins al 500 per cent, i el 2009, l'ENEA va acollir la 15a conferència de fusió freda.

### Japó
Entre 1992 i 1997, el Ministeri de Comerç Internacional i Indústria del Japó va patrocinar un programa "Nova energia de l'hidrogen (NHE)" de 20  milions de dòlars per investigar la fusió freda. En anunciar el final del programa l'any 1997, el director i expositor de la investigació sobre la fusió freda, Hideo Ikegami, va declarar: "No hem pogut aconseguir el que es va afirmar primer en termes de fusió en fred. (...) No trobem cap motiu per proposar més diners per a l'any vinent o per al futur". El 1999 es va establir la Japan C-F Research Society per promoure la investigació independent sobre la fusió freda que va continuar al Japó. La societat celebra reunions anuals. L'investigador japonès més famós de la fusió en fred va ser Yoshiaki Arata, de la Universitat d'Osaka, que va afirmar en una demostració que produïa un excés de calor quan s'introduïa gas deuteri en una cèl·lula que contenia una barreja de pal·ladi i òxid de zirconi, una afirmació recolzada pel també investigador japonès Akira Kitamura de la Universitat de Kobe i Michael McKubre del SRI.

### Índia
A la dècada de 1990, l'Índia va aturar la seva investigació en fusió freda al Centre de Recerca Atòmica Bhabha a causa de la manca de consens entre els científics convencionals i la denúncia dels EUA de la investigació. No obstant això, el 2008, l'Institut Nacional d'Estudis Avançats va recomanar que el govern indi revivi aquesta investigació. Els projectes es van iniciar a l'Institut Indi de Tecnologia de Chennai, el Centre de Recerca Atòmica Bhabha i el Centre d'Investigació Atòmica Indira Gandhi. Tanmateix, encara hi ha escepticisme entre els científics i, a tots els efectes pràctics, la investigació s'ha estancat des dels anys noranta. Una secció especial de la revista multidisciplinària índia Current Science va publicar 33 articles de fusió freda el 2015 d'importants investigadors de fusió freda, inclosos diversos investigadors indis.

## Resultats anunciats
Un experiment de fusió freda sol incloure:
- un metall, com ara pal·ladi o níquel, a granel, pel·lícules primes o en pols; i
- deuteri, hidrogen, o tots dos, en forma d'aigua, gas o plasma.

Les cèl·lules d'electròlisi poden ser cel·les obertes o cel·les tancades. En els sistemes de cel·les obertes, els productes de l'electròlisi, que són gasosos, poden sortir de la cel·la. En els experiments de cèl·lules tancades, els productes es capturen, per exemple recombinant catalíticament els productes en una part separada del sistema experimental. Aquests experiments s'esforcen generalment per aconseguir un estat estacionari, amb la substitució periòdica de l'electròlit. També hi ha experiments "calor després de la mort", on es controla l'evolució de la calor després d'apagar el corrent elèctric.
La configuració més bàsica d'una cèl·lula de fusió en fred consisteix en dos elèctrodes submergits en una solució que conté pal·ladi i aigua pesant. A continuació, els elèctrodes es connecten a una font d'alimentació per transmetre electricitat d'un elèctrode a l'altre a través de la solució. Fins i tot quan s'informa de calor anòmal, poden trigar setmanes a començar a aparèixer; això es coneix com a "temps de càrrega", el temps necessari per saturar l'elèctrode de pal·ladi amb hidrogen (vegeu la secció "Ràtio de càrrega").
Les primeres troballes de Fleischmann i Pons sobre heli, radiació de neutrons i triti mai es van replicar de manera satisfactòria, i els seus nivells eren massa baixos per a la producció de calor reclamada i inconsistents entre si. La radiació de neutrons s'ha informat en experiments de fusió en fred a nivells molt baixos utilitzant diferents tipus de detectors, però els nivells eren massa baixos, propers al fons i es van trobar amb massa poca freqüència per proporcionar informació útil sobre possibles processos nuclears.

### Excés de producció d'energia i calor
Una observació de l'excés de calor es basa en un balanç energètic. Es mesuren contínuament diverses fonts d'entrada i sortida d'energia. En condicions normals, l'entrada d'energia es pot equiparar amb la sortida d'energia dins d'un error experimental. En experiments com els de Fleischmann i Pons, una cèl·lula d'electròlisi que funciona de manera constant a una temperatura passa a funcionar a una temperatura més alta sense augment del corrent aplicat. Si les temperatures més altes fossin reals, i no un artefacte experimental, el balanç energètic mostraria un terme no explicat. En els experiments de Fleischmann i Pons, la taxa de generació d'excés de calor inferida estava en el rang del 10 al 20% de l'entrada total, tot i que la majoria dels investigadors no van poder replicar-ho de manera fiable. L'investigador Nathan Lewis va descobrir que l'excés de calor en el document original de Fleischmann i Pons no es va mesurar, sinó que es va estimar a partir de mesures que no tenien cap excés de calor.
Incapaços de produir un excés de calor o neutrons, i amb experiments positius plagats d'errors i donant resultats dispars, la majoria dels investigadors van declarar que la producció de calor no era un efecte real i van deixar de treballar en els experiments. El 1993, després del seu informe original, Fleischmann va informar d'experiments de "calor després de la mort", on es va mesurar l'excés de calor després d'apagar el corrent elèctric subministrat a la cèl·lula electrolítica. Aquest tipus d'informes també han passat a formar part de les posteriors reclamacions de fusió freda.

### Heli, elements pesants i neutrons

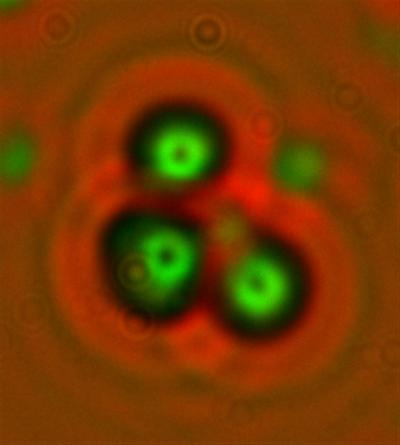
"Triple pistes" en un detector de radiació de plàstic CR-39 reivindicat com a prova de l'emissió de neutrons del deutèrur de pal·ladi

Els casos coneguts de reaccions nuclears, a part de produir energia, també produeixen nucleons i partícules en trajectòries balístiques fàcilment observables. En suport de la seva afirmació que les reaccions nuclears van tenir lloc a les seves cèl·lules electrolítiques, Fleischmann i Pons van informar d'un flux de neutrons de 4.000 neutrons per segon, així com la detecció de triti. La proporció de ramificació clàssica per a reaccions de fusió conegudes anteriorment que produeixen triti prediria, amb 1 watt de potència, la producció de 1012 neutrons per segon, nivells que haurien estat fatals per als investigadors. El 2009, Mosier-Boss et al. van informar el que van anomenar el primer informe científic de neutrons d'alta energia, utilitzant detectors de radiació plàstica CR-39, però les afirmacions no es poden validar sense una anàlisi quantitativa de neutrons.
Diversos elements mitjans i pesats com el calci, el titani, el crom, el manganès, el ferro, el cobalt, el coure i el zinc han estat detectats per diversos investigadors, com Tadahiko Mizuno o George Miley. L'informe presentat al Departament d'Energia dels Estats Units (DOE) el 2004 va indicar que es podrien utilitzar làmines carregades de deuteri per detectar productes de reacció de fusió i, tot i que els revisors van trobar l'evidència que se'ls presentava com a no concloents, van indicar que aquells experiments no utilitzaven tècniques d'última generació.
En resposta als dubtes sobre la manca de productes nuclears, els investigadors de la fusió en fred han intentat capturar i mesurar productes nuclears correlacionats amb l'excés de calor. S'ha prestat molta atenció a la mesura de la producció de 4He. No obstant això, els nivells reportats estan molt a prop del fons, de manera que no es pot descartar la contaminació per quantitats traces d'heli normalment presents a l'aire. A l'informe presentat al DOE l'any 2004, l'opinió dels revisors estava dividida sobre l'evidència de 4He, amb les crítiques més negatives concloent que tot i que les quantitats detectades estaven per sobre dels nivells de fons, estaven molt a prop d'elles i, per tant, podien ser provocades per contaminació de l'aire.
Una de les principals crítiques a la fusió freda va ser que s'esperava que la fusió deuteró-deuteró en heli produís la producció de raigs gamma, que no es van observar i no es van observar en experiments posteriors de fusió en fred. Des de llavors, els investigadors de la fusió en fred han afirmat trobar raigs X, heli i neutrons i transmutacions nuclears. Alguns investigadors també afirmen haver-los trobat utilitzant només aigua lleugera i càtodes de níquel. El panell del DOE de 2004 va expressar la seva preocupació per la mala qualitat del marc teòric que van presentar els defensors de la fusió en fred per explicar la manca de raigs gamma.

## Mecanismes proposats
Els investigadors del camp no estan d'acord en una teoria per a la fusió en fred. Una proposta considera que l'hidrogen i els seus isòtops poden ser absorbits en determinats sòlids, inclòs l'hidrur de pal·ladi, a altes densitats. Això crea una pressió parcial elevada, reduint la separació mitjana dels isòtops d'hidrogen. Tanmateix, la reducció de la separació no és suficient per crear les taxes de fusió reclamades a l'experiment original, per un factor deu. També es va proposar que una densitat més alta d'hidrogen dins del pal·ladi i una barrera potencial més baixa podrien augmentar la possibilitat de fusió a temperatures més baixes de les esperades amb una simple aplicació de la llei de Coulomb. El cribratge d'electrons dels nuclis d'hidrogen positiu pels electrons negatius de la xarxa de pal·ladi es va suggerir a la comissió del DOE de 2004, però el panell va trobar les explicacions teòriques no convincents i inconsistents amb les teories de la física actuals.

## Crítica
Les crítiques a les afirmacions de fusió en fred generalment prenen una de les dues formes següents: ja sigui assenyalant la inverositat teòrica que les reaccions de fusió s'han produït en configuracions d'electròlisi o criticant les mesures de l'excés de calor com a falses, errònies o degudes a una metodologia o controls pobres. Hi ha diverses raons per les quals les reaccions de fusió conegudes són una explicació poc probable de l'excés de calor i les afirmacions de fusió en fred associades.

### Forces de repulsió
Com que els nuclis estan tots carregats positivament, es repel·len mútuament. Normalment, en absència d'un catalitzador com un muó, calen energies cinètiques molt altes per superar aquesta repulsió carregada. Extrapolant a partir de les taxes de fusió conegudes, la taxa de fusió no catalitzada a l'energia a temperatura ambient seria 50 ordres de magnitud inferior a la necessària per tenir en compte l'excés de calor reportat. En la fusió catalitzada per muons hi ha més fusions perquè la presència del muó fa que els nuclis de deuteri estiguin 207 vegades més propers que en el gas deuteri ordinari. Però els nuclis de deuteri dins d'una xarxa de pal·ladi estan més separats que en el gas deuteri, i hi hauria d'haver menys reaccions de fusió, no més.
Paneth i Peters a la dècada de 1920 ja sabien que el pal·ladi pot absorbir fins a 900 vegades el seu propi volum de gas d'hidrogen, emmagatzemant-lo a milers de vegades la pressió atmosfèrica. Això els va fer creure que podrien augmentar la velocitat de fusió nuclear simplement carregant barres de pal·ladi amb gas hidrogen. A continuació, Tandberg va provar el mateix experiment però va utilitzar l'electròlisi per fer que el pal·ladi absorbís més deuteri i forçar el deuteri més a l'interior de les barres, anticipant així els elements principals de l'experiment de Fleischmann i Pons. Tots esperaven que parells de nuclis d'hidrogen es fusionessin per formar heli, que en aquell moment era necessari a Alemanya per omplir els zeppelins, però mai es va trobar cap evidència d'heli o d'augment de la velocitat de fusió.
Aquesta era també la creença del geòleg Palmer, que va convèncer a Steven Jones que l'heli-3 que es trobava naturalment a la Terra potser provenia de la fusió que implicava isòtops d'hidrogen dins de catalitzadors com el níquel i el pal·ladi. Això va portar el seu equip el 1986 a fer de manera independent la mateixa configuració experimental que Fleischmann i Pons (un càtode de pal·ladi submergit en aigua pesant, absorbint deuteri mitjançant electròlisi). Fleischmann i Pons tenien pràcticament la mateixa creença, però van calcular la pressió a ser de 1027 atmosferes, quan els experiments de fusió en fred aconsegueixen una relació de càrrega de només un a un, que només té entre 10.000 i 20.000 atmosferes. John R. Huizenga va dir que havien malinterpretat l'equació de Nernst, fet que els va fer creure que hi havia prou pressió per apropar els deuterons tan a prop que hi hauria fusions espontànies.

### Manca de productes de reacció esperats
La fusió de deuteró convencional és un procés de dos passos, en què es forma un intermediari d'alta energia inestable:
D + D → 4He * + 24 MeV
Els experiments van observar només tres vies de desintegració per a aquest nucli en estat excitat, amb la proporció de ramificació que mostra la probabilitat que qualsevol intermedi donat segueixi una via particular. Els productes formats per aquestes vies de desintegració són:
4He* → n + 3He + 3,3 MeV (proporció=50%)
4He* → p + 3H + 4,0 MeV (proporció=50%)
4He* → 4He + γ + 24 MeV (proporció=10−6)
Només aproximadament un de cada milió dels intermediaris decau al llarg de la tercera via, cosa que fa que els seus productes siguin relativament rars en comparació amb els altres camins. Aquest resultat és coherent amb les prediccions del model de Bohr. Si un watt (6.242 × 1012 MeV/s) de l'energia nuclear es van produir ~2.2575 × 1011 reaccions individuals de fusió de deuterons cada segon d'acord amb les proporcions de ramificació conegudes, la producció de neutrons i triti (3H) resultant es mesuraria fàcilment. Alguns investigadors van informar de detectar 4He però sense la producció esperada de neutrons o triti; aquest resultat requeriria unes proporcions de ramificació que afavoreixin fortament la tercera via, amb les taxes reals de les dues primeres vies més baixes almenys en cinc ordres de magnitud que les observacions d'altres experiments, contradient directament les probabilitats de ramificació previstes i observades teòricament. Aquells informes de producció de 4He no incloïen la detecció de raigs gamma, que requeriria que la tercera via s'hagués canviat d'alguna manera perquè els raigs gamma ja no s'emetissin.
La velocitat coneguda del procés de desintegració juntament amb l'espai inter-atòmic en un cristall metàl·lic fa transferir la calor de l'excés d'energia de 24 MeV a la xarxa metàl·lica hoste abans de la desintegració de l'intermediari inexplicable en termes de comprensió convencional de momentum i transferència d'energia, i fins i tot llavors hi hauria nivells mesurables de radiació. A més, els experiments indiquen que les proporcions de fusió de deuteri es mantenen constants a diferents energies. En general, la pressió i l'entorn químic només provoquen petits canvis en les relacions de fusió. Una primera explicació va invocar el procés Oppenheimer-Phillips a baixes energies, però la seva magnitud era massa petita per explicar les proporcions alterades.

### Configuració d'experiments
Les configuracions de fusió en fred utilitzen una font d'alimentació d'entrada (per proporcionar ostensiblement energia d'activació), un elèctrode de grup de platí, una font de deuteri o hidrogen, un calorímetre i, de vegades, detectors per buscar subproductes com l'heli o els neutrons. Els crítics s'han qüestionat de manera diversa amb cadascun d'aquests aspectes i han afirmat que encara no hi ha hagut una reproducció coherent dels resultats de la fusió en fred afirmats en la producció d'energia o els subproductes. Alguns investigadors de la fusió en fred que afirmen que poden mesurar de manera consistent un efecte de calor en excés han argumentat que l'aparent manca de reproductibilitat podria ser atribuïble a una manca de control de qualitat en el metall de l'elèctrode o a la quantitat d'hidrogen o deuteri carregat al sistema. Els crítics també han rebutjat el que descriuen com a errors o errors d'interpretació que els investigadors de la fusió freda han fet en les anàlisis de calorimetria i els pressupostos energètics.

#### Reproductibilitat
El 1989, després que Fleischmann i Pons haguessin fet les seves afirmacions, molts grups de recerca van intentar reproduir l'experiment Fleischmann-Pons, sense èxit. Alguns altres grups de recerca, però, van informar de reproduccions reeixides de la fusió freda durant aquest temps. El juliol de 1989, un grup indi del Centre de Recerca Atòmica Bhabha (P. K. Iyengar i M. Srinivasan) i l'octubre de 1989, un grup de John Bockris de la Universitat de Texas A&M va informar sobre la creació de triti. El desembre de 1990, el professor Richard Oriani de la Universitat de Minnesota va informar de l'excés de calor.
Els grups que van informar d'èxits van trobar que algunes de les seves cèl·lules estaven produint l'efecte, mentre que altres cèl·lules que estaven construïdes exactament igual i utilitzaven els mateixos materials no produïen l'efecte. Els investigadors que van continuar treballant en el tema han afirmat que al llarg dels anys s'han fet moltes rèpliques amb èxit, però encara tenen problemes per aconseguir rèpliques fiables. La reproductibilitat és un dels principis principals del mètode científic, i la seva manca va portar a la majoria dels físics a creure que els pocs informes positius es podrien atribuir a un error experimental. L'informe del DOE 2004 deia entre les seves conclusions i recomanacions:
| « | Normalment, es diu que els nous descobriments científics són coherents i reproduïbles; com a resultat, si els experiments no són complicats, el descobriment normalment es pot confirmar o desmentir en pocs mesos. Les afirmacions de la fusió freda, però, són inusuals, ja que fins i tot els defensors més ferms de la fusió freda afirmen que els experiments, per raons desconegudes, no són consistents i reproduïbles en l'actualitat. (...) Les inconsistències internes i la manca de predictibilitat i reproductibilitat segueixen sent seriosos problemes. (...) El Panell recomana que els esforços de recerca de la fusió freda en l'àrea de producció de calor se centren principalment a confirmar o desmentir els informes d'excés de calor. | » |

##### Relació de càrrega

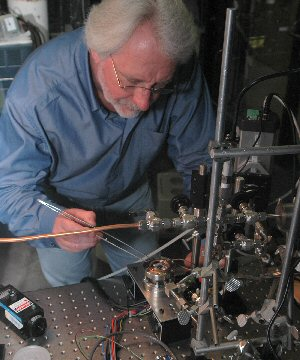
Michael McKubre treballa en una cèl·lula de fusió freda basada en gas deuteri utilitzada per SRI International

Els investigadors de fusió freda (McKubre des de 1994, de l'ENEA el 2011) han especulat que una cèl·lula carregada amb una relació deuteri/pal·ladi inferior al 100% (o 1:1) no produirà un excés de calor. Atès que la majoria de les rèpliques negatives de 1989 a 1990 no van informar les seves ràtios, això s'ha proposat com a explicació de la reproductibilitat fallida. Aquesta relació de càrrega és difícil d'aconseguir, i alguns lots de pal·ladi no hi arriben mai perquè la pressió provoca esquerdes al pal·ladi, permetent que el deuteri escapi. Fleischmann i Pons mai van revelar la relació deuteri/pal·ladi aconseguida a les seves cèl·lules; ja no hi ha lots de pal·ladi utilitzats per Fleischmann i Pons (perquè el proveïdor ara utilitza un procés de fabricació diferent), i els investigadors encara tenen problemes per trobar lots de pal·ladi que aconsegueixin la producció de calor de manera fiable.

#### Mala interpretació de les dades
Alguns grups de recerca inicialment van informar que havien replicat els resultats de Fleischmann i Pons, però més tard es van retractar dels seus informes i van oferir una explicació alternativa per als seus resultats positius originals. Un grup de la Georgia Tech va trobar problemes amb el seu detector de neutrons, i Texas A&M va descobrir un mal cablejat als seus termòmetres. Aquestes retraccions, combinades amb resultats negatius d'alguns laboratoris famosos, va portar la majoria dels científics a concloure, ja el 1989, que no s'hauria d'atribuir cap resultat positiu a la fusió en fred.

#### Errors de calorimetria
El càlcul de l'excés de calor a les cèl·lules electroquímiques implica certes hipòtesis. Els errors en aquestes suposicions s'han ofert com a explicacions no nuclears de l'excés de calor.
Una de les hipòtesis fetes per Fleischmann i Pons és que l'eficiència de l'electròlisi és gairebé del 100%, el que significa que gairebé tota l'electricitat aplicada a la cèl·lula va donar lloc a l'electròlisi de l'aigua, amb un escalfament resistiu insignificant i substancialment tot el producte de l'electròlisi deixant la cèl·lula sense canvis. Aquesta hipòtesi dona la quantitat d'energia gastada convertint el líquid D2O en gasos D2 i O2. L'eficiència de l'electròlisi és inferior a un si l'hidrogen i l'oxigen es recombinen en una mesura significativa dins del calorímetre. Diversos investigadors han descrit mecanismes potencials pels quals es podria produir aquest procés i, per tant, tenen en compte l'excés de calor en experiments d'electròlisi.
Una altra hipòtesi és que la pèrdua de calor del calorímetre manté la mateixa relació amb la temperatura mesurada que es troba en calibrar el calorímetre. Aquesta hipòtesi deixa de ser precisa si la distribució de la temperatura dins de la cèl·lula s'altera significativament a partir de la condició en què es van fer les mesures de calibratge. Això pot passar, per exemple, si la circulació de fluids dins de la cèl·lula s'altera significativament. La recombinació d'hidrogen i oxigen dins del calorímetre també alteraria la distribució de calor i invalidaria el calibratge.

## Publicacions
L'ISI va identificar la fusió freda com el tema científic amb el major nombre d'articles publicats el 1989, de totes les disciplines científiques. El Premi Nobel Julian Schwinger es va declarar partidari de la fusió freda a la tardor de 1989, després que gran part de la resposta als informes inicials s'hagués tornat negativa. Va intentar publicar el seu article teòric "Cold Fusion: A Hypothesis" a Physical Review Letters, però els revisors ho van rebutjar tan durament que es va sentir profundament insultat, i va renunciar a l'American Physical Society (editor de PRL) com a protesta.
El nombre de treballs va disminuir bruscament a partir de 1990 a causa de dos fenòmens simultanis: primer, els científics van abandonar el camp; segon, els editors de revistes es van negar a revisar nous articles. En conseqüència, la fusió freda va caure fora dels gràfics ISI. Els investigadors que van obtenir resultats negatius van donar l'esquena al camp; els que van continuar publicant simplement van ser ignorats. Un article de 1993 a Physics Letters A va ser l'últim article publicat per Fleischmann, i "un dels últims informes [de Fleischmann] que va ser impugnat formalment per raons tècniques per un escèptic de la fusió freda".
El Journal of Fusion Technology (FT) va establir una funció permanent el 1990 per als papers de fusió freda, publicant més d'una dotzena d'articles a l'any i donant una sortida general als investigadors de la fusió freda. Quan l'editor en cap George H. Miley es va retirar el 2001, la revista va deixar d'acceptar nous articles de fusió freda. Això s'ha citat com un exemple de la importància dels individus influents simpàtics per a la publicació d'articles de fusió freda en determinades revistes.
El descens de publicacions en fusió freda s'ha descrit com una "epidèmia d'informació fallida". L'augment sobtat de partidaris fins que aproximadament el 50% dels científics donen suport a la teoria, seguit d'un descens fins que només hi ha un nombre molt reduït de partidaris, s'ha descrit com una característica de la ciència patològica. La manca d'un conjunt compartit de conceptes i tècniques unificadores ha impedit la creació d'una xarxa densa de col·laboració en el camp; els investigadors inverteixen esforços en la seva pròpia i en direccions dispars, fent més difícil la transició a la ciència "normal".
Els informes de fusió freda es van continuar publicant en algunes revistes com Journal of Electroanalytical Chemistry i Il Nuovo Cimento. També van aparèixer alguns papers Journal of Physical Chemistry, Physics Letters A, International Journal of Hydrogen Energy, i diverses revistes japoneses i russes de física, química i enginyeria. Des de 2005, Naturwissenschaften ha publicat articles de fusió freda; el 2009, la revista va nomenar un investigador de fusió freda al seu consell editorial. El 2015 la revista multidisciplinària índia Current Science va publicar una secció especial dedicada íntegrament a articles relacionats amb la fusió freda.
A la dècada de 1990, els grups que van continuar investigant la fusió freda i els seus partidaris van establir publicacions periòdiques (no revisades per parells) com ara Fusion Facts, Cold Fusion Magazine, Infinite Energy Magazine i New Energy Times per cobrir desenvolupaments en fusió freda i altres reclamacions marginals en la producció d'energia que es van ignorar en altres llocs. Internet també s'ha convertit en un mitjà important de comunicació i d'autopublicació per als investigadors del tema.

## Conferències
Durant molts anys, els investigadors de la fusió freda no van poder aconseguir l'acceptació de treballs en reunions científiques, cosa que va provocar la creació de les seves pròpies conferències. La Conferència Internacional sobre Fusió Freda (ICCF) es va celebrar per primera vegada l'any 1990 i des de llavors s'ha reunit cada 12 o 18 mesos. Es va descriure que els assistents a algunes de les primeres conferències no oferien cap crítica a les ponències i presentacions per por de donar munició a crítics externs, permetent així la proliferació de crackpots i dificultant la conducta de la ciència seriosa. Crítics i escèptics van deixar d'assistir a aquestes conferències, amb l'excepció notable de Douglas Morrison, que va morir l'any 2001. Amb la fundació l'any 2004 de la International Society for Condensed Matter Nuclear Science (ISCMNS), la conferència va passar a anomenar-se International Conference on Condensed Matter Nuclear Science—per raons que es detallen a la secció d'investigacions posteriors anterior, però es va tornar al nom antic el 2008. Els defensors sovint fan referència a la investigació de la fusió freda com a "reaccions nuclears de baixa energia" o LENR, però segons el sociòleg Bart Simon l'etiqueta de "fusió freda" continua complint una funció social en la creació d'una identitat col·lectiva per al camp.
Des del 2006, l'American Physical Society (APS) ha inclòs sessions de fusió freda a les seves reunions semestrals, aclarint que això no implica un suavització de l'escepticisme. Des del 2007, les reunions de l'American Chemical Society (ACS) també inclouen "simposium(s) convidats" sobre la fusió freda. Un president del programa de l'ACS, Gopal Coimbatore, va dir que sense un fòrum adequat mai es discutiria l'assumpte i, "amb el món davant una crisi energètica, val la pena explorar totes les possibilitats".
Del 22 al 25 de març de 2009, la reunió de la American Chemical Society va incloure un simposi de quatre dies en conjunció amb el 20è aniversari de l'anunci de la fusió en fred. Els investigadors que treballaven al Centre de Sistemes de Guerra Espacial i Naval (SPAWAR) de la Marina dels Estats Units van informar de la detecció de neutrons energètics mitjançant una configuració d'electròlisi d'aigua pesant i un detector CR-39, un resultat publicat anteriorment a Naturwissenschaften. Els autors afirmen que aquests neutrons són indicatius de reaccions nuclears. Sense una anàlisi quantitativa del nombre, l'energia i el temps dels neutrons i l'exclusió d'altres fonts potencials, és poc probable que aquesta interpretació trobi acceptació per la comunitat científica més àmplia.

## Patents
Tot i que els detalls no han aparegut, sembla que la Universitat d'Utah va obligar l'anunci de Fleischmann i Pons del 23 de març de 1989 a establir prioritat sobre el descobriment i les seves patents abans de la publicació conjunta amb Jones. El Massachusetts Institute of Technology (MIT) va anunciar el 12 d'abril de 1989 que havia sol·licitat les seves pròpies patents basant-se en el treball teòric d'un dels seus investigadors, Peter L. Hagelstein, que havia estat enviant articles a revistes del 5 al 12 d'abril. Un estudiant de postgrau del MIT va sol·licitar una patent, però la USPTO la va rebutjar en part per la citació de l'experiment de fusió en fred del MIT Plasma Fusion Center de 1989. El 2 de desembre de 1993, la Universitat d'Utah va llicenciar totes les seves patents de fusió en fred a ENECO, una nova empresa creada per beneficiar-se dels descobriments de fusió freda, i el març de 1998 va dir que ja no defensaria les seves patents.
L'Oficina de Patents i Marques dels Estats Units (USPTO) rebutja ara les patents que reclamen la fusió en fred. Esther Kepplinger, comissionada adjunta de patents el 2004, va dir que això es va fer amb el mateix argument que amb les màquines de moviment perpetu: que no funcionen. Les sol·licituds de patent són necessàries per demostrar que la invenció és "útil", i aquesta utilitat depèn de la capacitat de funcionament de la invenció. En general, els rebuigs de la USPTO per l'únic motiu que la invenció és "inoperant" són rars, ja que aquests rebuigs han de demostrar "prova d'incapacitat total". i els casos en què aquests rebuigs es confirmen en un Tribunal Federal són encara més rars: no obstant això, l'any 2000, es va apel·lar el rebuig d'una patent de fusió en fred a un Tribunal Federal i es va confirmar, en part perquè l'inventor no va poder establir la utilitat de la invenció.
Encara es pot concedir una patent dels Estats Units quan se li dona un nom diferent per desvincular-la de la fusió en fred, tot i que aquesta estratègia ha tingut poc èxit als EUA: les mateixes afirmacions que cal patentar poden identificar-la amb la fusió en fred, i la majoria d'aquestes patents no poden evitar esmentar la investigació de Fleischmann i Pons per limitacions legals, alertant així el revisor de patents que és una patent relacionada amb la fusió en fred. David Voss va dir l'any 1999 que algunes patents que s'assemblen molt als processos de fusió en fred i que utilitzen materials utilitzats en la fusió en fred van ser concedides per la USPTO. L'inventor de tres patents d'aquest tipus va tenir les seves sol·licituds inicialment rebutjades quan van ser revisades per experts en ciència nuclear; però després va reescriure les patents per centrar-se més en les parts electroquímiques perquè fossin revisades per experts en electroquímica, que les van aprovar. Quan se li va preguntar sobre la semblança amb la fusió en fred, el titular de la patent va dir que utilitzava processos nuclears que implicaven "nova física nuclear" no relacionats amb la fusió en fred. A Melvin Miles se li va concedir el 2004 una patent per a un dispositiu de fusió en fred, i el 2007 va descriure els seus esforços per eliminar tots els casos de "fusió en fred" de la descripció de la patent per evitar que es rebutgés completament.
L'Oficina Europea de Patents ha concedit almenys una patent relacionada amb la fusió en fred.
Una patent només impedeix legalment que altres utilitzin o es beneficiïn d'un invent. Tanmateix, el públic en general percep una patent com un segell d'aprovació, i un titular de tres patents de fusió en fred va dir que les patents eren molt valuoses i havien ajudat a aconseguir inversions.